# Parachernes litoralis
Parachernes litoralis is een bastaardschorpioenensoort uit de familie van de Chernetidae. De wetenschappelijke naam van de soort is voor het eerst geldig gepubliceerd in 1969 door Muchmore & Alteri.